# Chiesa della Madonna della Fontana (Dormelletto)
La chiesa della Madonna della Fontana è un edificio religioso di Dormelletto, in provincia e diocesi di Novara; fa parte dell'unità pastorale di Arona.

## Storia
La chiesa, che è il più antico luogo di culto della parrocchia, risale probabilmente al XIV secolo, come è possibile rilevare dalla struttura architettonica dell'edificio.
Nell'inventario parrocchiale del 1758 si elenca una cappella diroccata dedicata a San Gaudenzio che, da più antichi inventari, si dice fosse la Parrocchiale del Dormello.
Si suppone fosse situata sopra la Chiesa della Madonna della Fontana, su una piana di fronte alla cascina Moretta, ora chiamata San Gaudenzio.
Menzionando questa Chiesa, non si può tralasciare che non molto lontano esisteva un monastero; a tal proposito, Francesco Medoni scrisse che "un altro monastero sotto il titolo della Visitazione esisteva pure nelle vicinanze di Arona, fondato nel territorio di Dormello".